# Sixten Nilsson (företagledare)
Sixten Vilhelm Nilsson, född 13 mars 1880 i Eskilstuna, död där 4 augusti 1959, var en svensk företagsledare och donator.
Sixten Nilsson var son till handlaren August Wilhelm Nilsson. Han blev elev vid Skövde allmänna läroverk 1890 och vid Eskilstuna allmänna läroverk 1894. År 1895 blev han kontorsanställd hos August Stenman AB. Han kom senare att arbeta som exportchef och prokurist där. Sedan firma August Stenman ombildats till aktiebolag blev Sixten Nilsson 1921–1947 bolagets första VD. Han var även 1921–1957 ledamot av styrelsen, 1947–1957 som styrelseordförande. Nilsson var även ledamot av stadsrevisionen i Eskilstuna som representant för högerpartiet 1919–1924, 1928–1950 ledamot av styrelsen för AB Priorverken, 1931–1957 ledamot av styrelsen för AB Järnförädling, 1934–1942 ledamot av styrelsen för Södermanlands läns landsting, 1935–1957 ledamot av styrelsen för Skruv AB i Uddeholm (1951–1953 Eskilstuna Skruv AB, 1953–1957 Stenmanlagret AB) och ledamot av styrelsen för Tekaverken AB 1955–1957. Sixten Nilsson var en betydande donator, han lät 1942 ge en donation till staden för att bekosta uppförandet av statyn Arbetets ära och glädje på Fristadstorget och skänkte dyrbara textilier till den 1929 uppförda Klosters kyrka.